# Введенско-Слободское сельское поселение
Введенско-Слободское се́льское поселе́ние — муниципальное образование (сельское поселение) в Верхнеуслонском районе Республики Татарстан Российской Федерации.
Административный центр — село Введенская Слобода.

## История

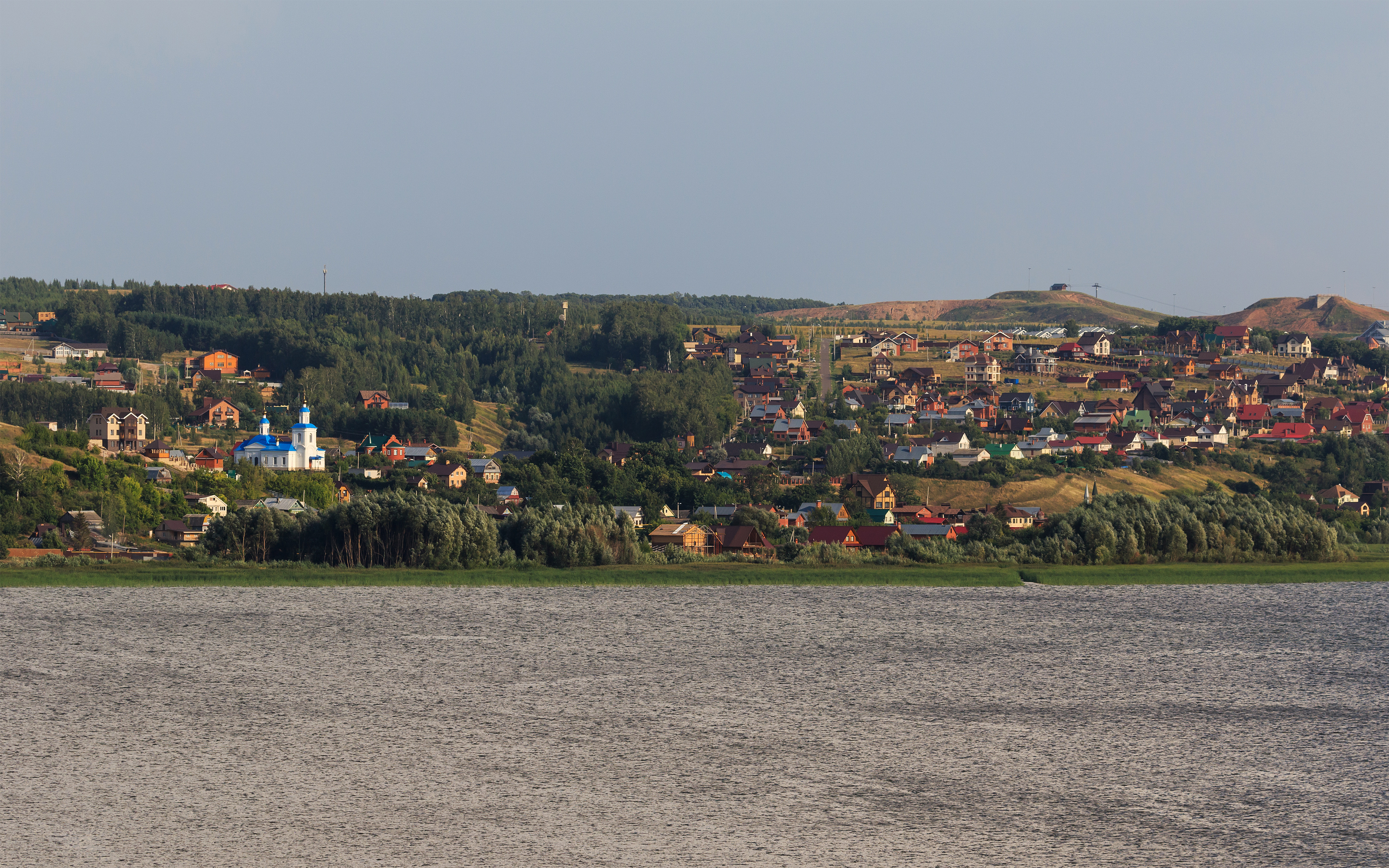
Вид Введенской Слободы

Статус и границы сельского поселения установлены Законом Республики Татарстан от 31 января 2005 года № 19-ЗРТ «Об установлении границ территорий и статусе муниципального образования "Верхнеуслонский муниципальный район" и муниципальных образований в его составе».

## Население
| 2010 | 2011 | 2012 | 2013 | 2014 | 2015 | 2016 |
| ---- | ---- | ---- | ---- | ---- | ---- | ---- |
| 444  | ↘443 | ↗455 | ↗466 | ↗477 | ↗485 | ↗490 |
| 2017 | 2018 |      |      |      |      |      |
| ↗503 | ↘479 |      |      |      |      |      |

## Состав сельского поселения
| № | Населённый пункт        | Тип населённого пункта       | Население |
| - | ----------------------- | ---------------------------- | --------- |
| 1 | Введенская Слобода      | село, административный центр |           |
| 2 | Восточная Звезда        | посёлок                      |           |
| 3 | Детский санаторий       | посёлок                      |           |
| 4 | Елизаветино             | деревня                      |           |
| 5 | Медведково              | деревня                      |           |
| 6 | Петропавловская Слобода | посёлок                      |           |
| 7 | Савино                  | деревня                      |           |